# Hymenophyllum hayatai
Espèce
Hymenophyllum hayatai est une fougère de la famille des Hyménophyllacées.

## Taxonomie
Cette espèce a été décrite en 1908 par Bunzo Hayata sous le nom de Hymenophyllum constrictum, homonyme de Hymenophyllum constrictum Christ (1904), fougère du Costa Rica. Genkei Masamune l'a renommée en l'honneur de celui qui a effectué sa diagnose.

## Description
Hymenophyllum hayatai appartient au sous-genre Mecodium.
Cette espèce a les caractéristiques suivantes :
- son rhizome est long, filiforme, très fin, densément couvert de poils racinaires ;
- le pétiole de 8 à 9 cm de long est grêle et densément pileux ;
- le limbe, de 10 centimètres de long sur 5 à 10 de large, est ovo-triangulaire et profondément divisé, trois à quatre fois ;
- Les sores, solitaires, sont portés par l'extrémité d'un court segment terminal ou axillaire, majoritairement à la partie terminale du limbe ;
- les sores ont une forme globulaire, aussi longs que larges, avec une indusie formée deux lèvres ;
- les grappes de sporanges sont entièrement recouverts par l'indusie.

## Distribution
Cette fougère, plutôt épiphyte de troncs d'arbres, est présente en Chine (Taïwan).